# Formação Doushantuo
A formação Doushantuo (em chinês 陡山沱) é uma jazida fossilífera situada na província de Guizhou, China, notável por ser um dos depósitos mais antigos contendo fósseis bem preservados. Esta formação é de particular interesse pois parece abranger a transição entre os problemáticos organismos do período Ediacarano e a mais familiar fauna da Explosão Câmbrica de seres vivos cujos descendentes são reconhecíveis. Na sua globalidade, a formação Doushantuo tem idade compreendida entre 590 e 565 milhões de anos (da base para o topo), sendo talvez cinco milhões de anos mais antiga que as faunas ediacaranas 'clássicas' de Mistaken Point na Terra Nova, e regista as condições de quarenta a cinquenta milhões de anos antes da explosão câmbrica.

## Sedimentologia
Toda a sequência situa-se sobre uma discordância com a formação Liantuo subjacente, a qual não apresenta fósseis, sendo uma desconformidade geralmente interpretada como correspondendo a um período de erosão. Sobre aquela desconformidade encontram-se tilitos, da formação Nantuo de sedimentos de origem glacial de granulometria variável depositados no final da glaciação do Criogeniano ('Terra bola de neve'). Para este depósito de origem glacial é apontada a idade de 610 a 590 milhões de anos.
A formação Doushantuo propriamente dita, tem três camadas de sedimentos aquáticos que se formaram à medida que os níveis do mar subiam como resultado do derretimento que se seguiu à glaciação global. Biomarcadores indicam condições altamente salinas, como as que poderiam existir numa laguna, com baixos níveis de oxigénio e poucos sedimentos arrastados desde as superfícies terrosas.
A zona mais rica da jazida, situa-se na base do estrato médio, com cerca de 570 milhões de anos de idade.

## Fósseis
Todos os fósseis de Doushantuo são aquáticos, microscópicos e conservados com grande detalhes. Estas duas últimas características significam que a estrutura dos organismos originais pode ser estudada ao nível celular, tendo-se obtido informação considerável sobre os estágios embrionário e larvar de muitas criaturas antigas. Uma proposição discutida, é a de que muitos dos fósseis mostram sinais de simetria bilateral, uma característica comum em muitos animais modernos e que geralmente se pensa ter evoluído mais tarde, durante a Explosão Câmbrica. Em Outubro de 2005, foi anunciado que um animal fóssil microscópico, Vernanimalcula, seria o mais antigo animal bilaterado até então conhecido. Contudo, a ausência de formas adultas de quase todos os tipos de animais em Doushantuo (existem esponjas e corais adultas microscópicos), torna aquela afirmação difícil de provar: alguns argumentam que a sua não ocorrência sugere que estes fósseis não são, de todo, formas larvares ou embrionárias; os seus defensores argumentam que um qualquer processo não-identificado "removeu" todas as formas, com excepção das menores, do processo de fossilização. Uma interpretação alternativa sugere que foi criado por processos de formação de rocha não-biológicos. A equipa que descobriu Vernanimalcula defenderam a sua conclusão de que se trata de um animal, salientando que encontraram dez espécimes com o mesmo tamanho e configuração, e afirmando que é muito improvável que processos não-biológicos tivessem produzido tantos espécimes tão parecidos entre si.
A descoberta foi feita durante a exploração de ricos depósitos de fosfato, tendo sido relatada pela primeira vez em 1998. As descobertas entretanto efectuadas oferecem evidências directas que confirmam as expectativas de que a diversificação evolutiva dos animais teria ocorrido antes do início do Câmbrico, com a sua aparente 'explosão' de formas de vida metazoárias e, portanto, de que formas ancestrais mais remotas dos filos reconhecíveis nos macrofósseis do Câmbrico terão de ter existido anteriormente.
A biota documentada inclui agora microfósseis fosfáticos de algas, talófitas multicelulares, acritarcas, ciliados, e cianófita, além de esponjas e cnidários adultos, que podem incluir  formas primitivas de corais tabulares.[carece de fontes?] Parece também que existem o que os cientistas, com precaução, chamam embriões bilaterais de animais, designados Parapandorina, e ovos (Megasphaera). Alguns dos possíveis embriões animais encontram-se num estágio inicial da divisão celular que foi inicialmente interpretado como correspondendo a esporos ou células de algas, incluindo ovos e embriões que são mais provavelmente de esponjas ou cnidários, bem como esponjas adultas.
Uma outra possibilidade é que os "embriões" e "ovos" sejam de facto fósseis de sulfobactérias gigantes semelhantes a Thiomargarita, uma bactéria tão grande que é visível a olho nu. Esta interpretação forneceria também um mecanismo para a fossilização fosfática por precipitação de fosfato mediada pelas bactérias, observada em ambientes modernos. Se as manchas negras nos fósseis provarem ser núcleos fossilizados - uma hipótese ainda por verificar - tal refutaria a hipótese Thiomargarita.

## Geoquímica
A rochas mais recentes de Doushantuo apresentam um marcado decréscimo na razão entre os isótopos de carbono, 13C/12C. Dado que esta variação parece ser global mas uma vez que o tempo em que ocorreu não coincide com nenhum grande acontecimento conhecido, como uma extinção em massa, ela pode representar "possíveis relações de retroalimentação entre a inovação evolutiva e a química da água do mar" na qual os metazoários removeram carbono da água, o que fez aumentar a concentração de oxigénio, e este aumento da concentração de oxigénio tornou possível a evolução de novos metazoários.